# Mossos d’Esquadra

Logo Mossos d’Esquadra

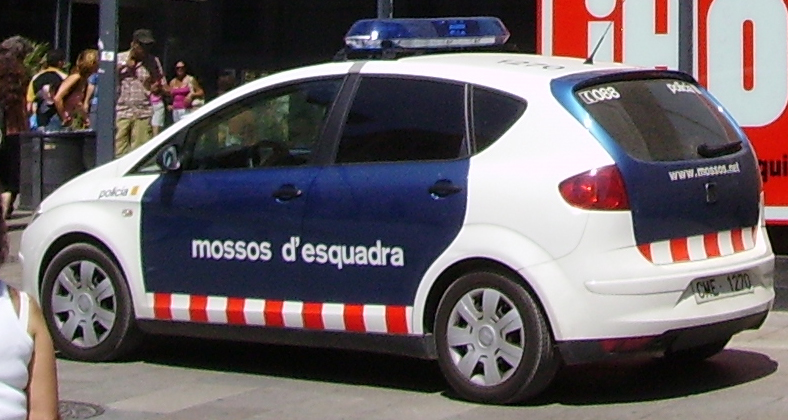
Radiowóz Mossos d’Esquadra

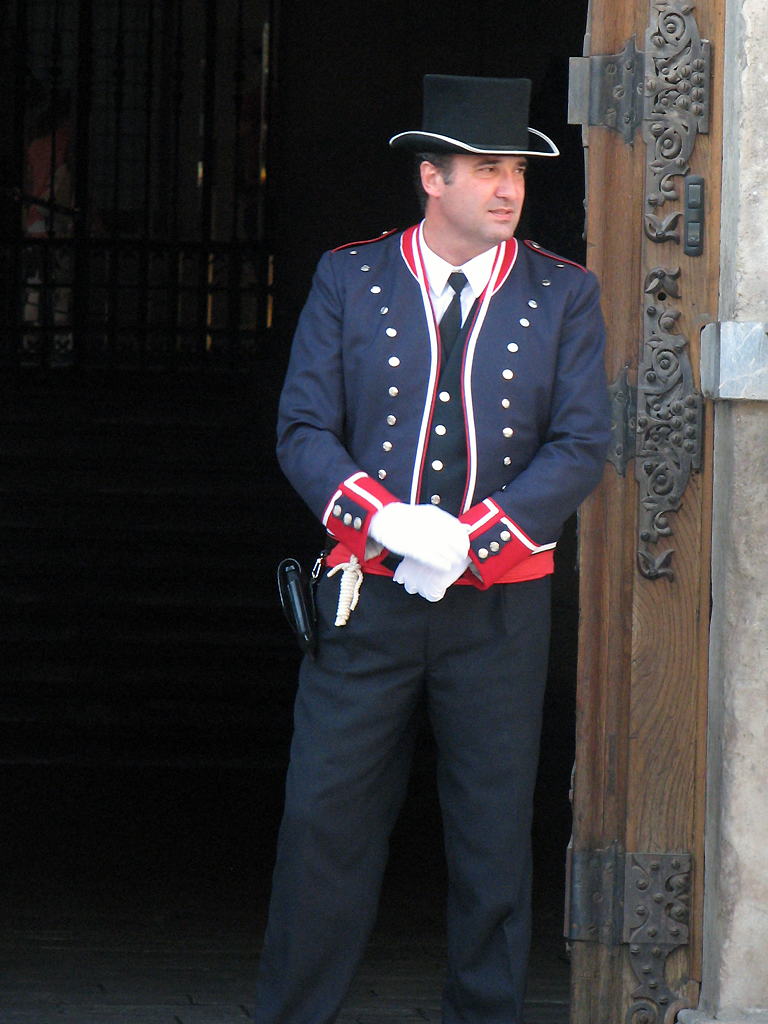
Funkcjonariusz Mossos d’Esquadra w mundurze galowym

Mossos d’Esquadra – formacja policji katalońskiej z pełnymi uprawnieniami, utworzona przez Generalitat de Catalunya (autonomicznego rządu katalońskiego) na podstawie Ustawy 19/1983 z 14 lipca 1983 Parlamentu katalońskiego.